# Bogdan Precz
Bogdan Precz (ur. 27 maja 1960 w Mysłowicach, zm. 24 lipca 1996 w Madrycie) – polski akordeonista i kompozytor.

## Życiorys
Studiował grę na akordeonie w Akademii Muzycznej w Katowicach pod
kierunkiem Joachima Pichury. Był członkiem Śląskiego Kwintetu Akordeonowego. Od lat 80. mieszkał w Hiszpanii. Zginął w wypadku samochodowym.

## Ważniejsze kompozycje
- Air A-M na kwintet dęty (1987)
- Tre sequenze na fagot (1990)
- Sinfonia (1990)
- Rondo-tarantella na skrzypce solo (1991)
- Dyphtongos na orkiestrę smyczkową (1991)
- Tryphtongos na orkiestrę symfoniczną (1991)
- Berceuse na altówkę i fortepian (1992)
- Panting Music Joan Miro na zespół kameralny (1992)
- Fantasia nocturna na gitarę (1994)